# Ружичасти смрчак
Ружичасти смрчак (лат. Morchella conica var. carnea) је јестива гљива која се лако суши, као и остали смрчци. Расте од априла до маја, након Мorchella deliciosa-e.

## Клобук
Висина: 4,5–6 cm, ширина: 2,5-3,5 cm. Издуженог, чуњастог облика, најчешће зашиљен на врху, а ријетко заобљен. Од стручка је одвојен слабом валекулом. Валекула је уски јарак који затвара танке опне, а оне су продужетак коре стручка. Ребра су јака, већином двострука. Уздужно постављена ребра се паралелно издижу изнад неравних попречних и тако настају дугуљасте алвеоле у окомитом правцу. Понекад у себи имају друге, дубље алвеоле. Алвеоле и ребра су на почетку месната, ружичасте боје. Ребра касније црне одозго, а алвеоле постају окермаслинастосивосмеђе. На крају добијају једнако риђу боју.

## Химениј
Химениј се налази у алвеолама, док су ребра стерилна.

## Стручак
Висина: 2-4/0,8-1,7 cm. Редовно је краћи од клобука, ријетко је виши од једне трећине гљиве. Ваљкастог облика, није задебљан у дну, а ријетко има једну или двије слабе бразде. Површина стручка је брашнаста и остаје бијела све док не остари, јер тада постане риђа. Као и клобук је у потпуности шупаљ.

## Месо
Месо је танко, 1-1,5 mm, али дебљим га чине ребра. Ломљиво је, воштано и бијело, са слабим, али посебним мирисом смрчака и угодним укусом.

## Микроскопија
Поре су облика елипсе, голе, hyaline. Asci 290/380/23-27 mi, неамилоидни, унисеријатни. Парафизе задебљане 12,5-17,5 mi, септиране, а септе су проширене.

## Станиште и распрострањеност
Најбројнији смрчак Горског котара и Лике, може се пронаћи у Словенији и у Босни. Налази се икључиво поред смрче и јеле, по ободу шуме у трави, на пропланцима, путевима, често и крај пањева. Расте у групама, а и појединачно.

## Сличне врсте
Сличне врсте су чуњасти смрчак (Morchella conica Pers.) и пепељасти смрчак (Morchella deliciosa).